# Salil Shetty
Salil Shetty  (3 de febrero de 1961) es un activista de derechos humanos indio que fue secretario general de la organización de derechos humanos Amnistía Internacional (2010-2018) hasta el 31 de julio de 2018. Sucedió en el cargo a Irene Khan en junio de 2010. Fue director de la Campaña del Milenio de las Naciones Unidas de 2003 a 2010.

## Funciones anteriores
- 2003-2010: Director de la Campaña del Milenio de las Naciones Unidas
- 1998-2003: Director ejecutivo de Ayuda en Acción, Londres.
- 1995-1998: Director de Ayuda en Acción Kenia, Nairobi.
- 1985-1995: Director de Ayuda en Acción India, Bangalore.

## Formación académica
Salil Shetty está en posesión de una Maestría en Ciencias (Economía) sobre Política Social, Planificación y Participación en Países en Desarrollo por la London School of Economics (Londres, 1990-1991), y de una Maestría en Administración de Empresas por el Indian Institute of Management (Ahmedabad, 1981-1983).
Es un activista.

## Controversias
La descentralización que ha llevado a cabo la secretaría internacional de Amnistía Internacional, encabeza por el propio Shetty, ha sido motivo de disputa y críticas entre diversos sectores del personal de la organización.